# Indiana Jones and the Infernal Machine
Indiana Jones and the Infernal Machine är ett TV-spel till Nintendo 64, Microsoft Windows och Game Boy Color baserad på karaktären och filmserien Indiana Jones. Spelet utspelar sig 1947.